# Кааре Вальберґ
Кааре Валберг (3 липня 1912 — 29 лютого 1988) був норвезьким стрибуном з трампліна, який виграв бронзову медаль в індивідуальних змаганнях з великого трампліна на Зимових Олімпійських іграх
1932 року в Лейк-Плесіді, Нью-Йорк. На зимових Олімпійських іграх 1936 року в Гарміш-Партенкірхені він посів четверте місце. Він також фінішував п'ятим в індивідуальній нормальній гонці на Чемпіонаті світу з лижних видів спорту 1931 року.